# Нікель Ренея

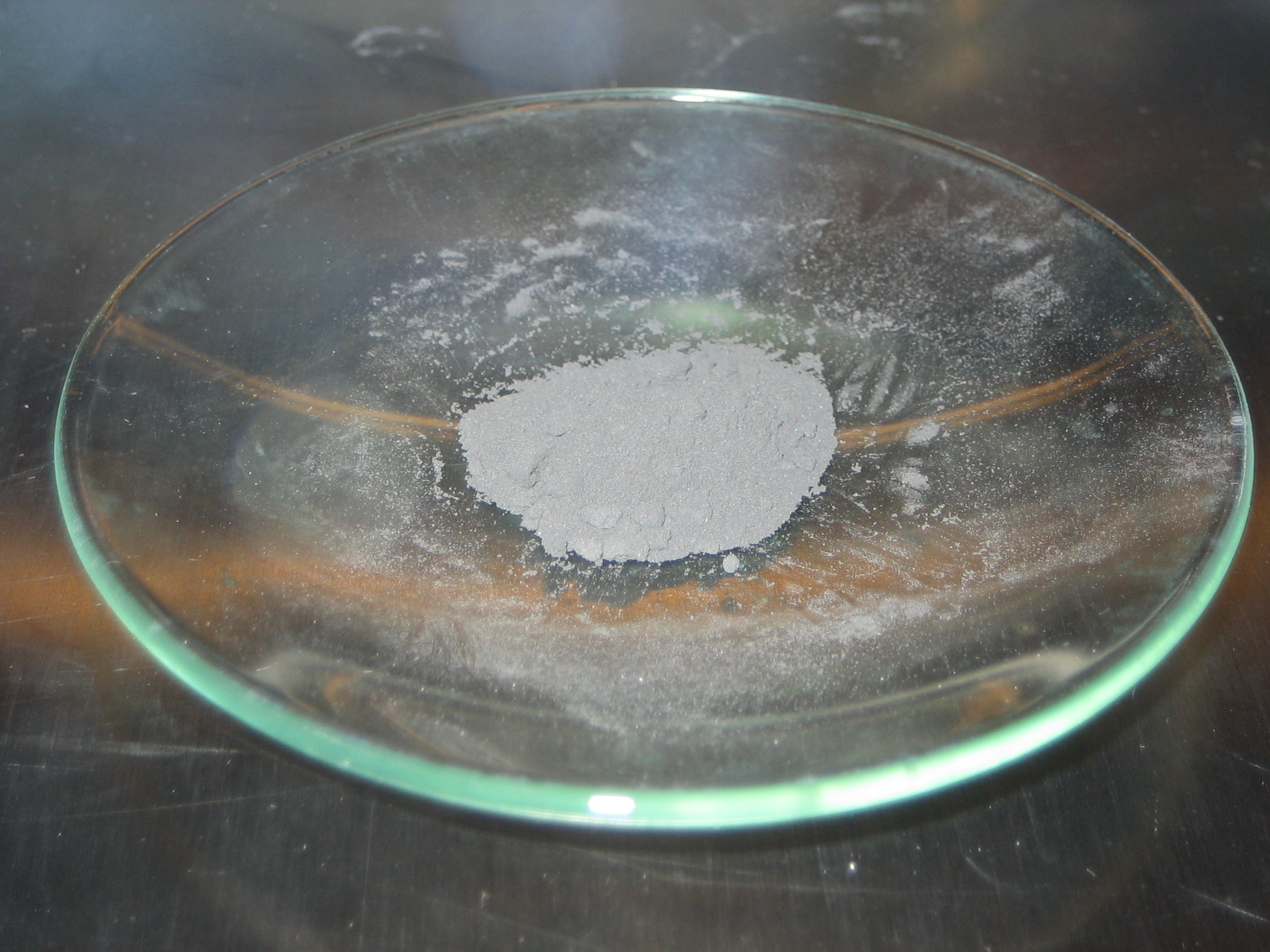

Нікель Ренея — твердий каталізатор, що є вискодосперсним порошоком нікелю із домішками алюмінію. 

## Отримання
Метод його отримання був розроблений американським інженером Мюрреєм Ренеєм у 1927 році.
Спочатку нікель розчиняють у розплаві алюмінію, після остигання утвориться сплав. У вигляді порошку його обробляють концентрованим розчином натрій гідроксиду, а далі дистильованою водою для видалення алюмінію у формі алюмінату натрію.

## Застосування

### Гідрування
Нікель Ренея як каталізатор широко використовується в органічному синтезі для прискорення реакцій гідрування.
Наприклад, алкени й алкіни перетворюються на алкани.
Також, бут-2-ен-1,4-діол перетворюється на бутан-1,4-діол.

### Окиснення
Хоча найвідоміше застосування Нікеля Реннея — як каталізатор відновлення, використання його як каталізатора реакцій окиснення також можливе. Наприклад, за температури 150 °С у висококиплячому розчиннику пропан-2-ол у присотності Нікелю Ренея перетворюється на пропанон.

### Інші реакції
Окрім цього, Нікель Ренея є каталізатором для реакції гексан-1,6-діолу з аміаком, у результаті якої утворюється 1,6-діамінногексан.
Також затосовується для видалення сірки з органічних молекул:

## Небезпеки
Нікель Ренея є пірофорним, і тому робота з ними вимагає дотримання відповідних правил безпеки.